# 盧藏 (加利福尼亞州)
盧藏（英語：Luzon）是位於美國加利福尼亞州康特拉科斯塔縣的一個非建制地區。該地的面積和人口皆未知。

## 地理
盧藏的座標為38°00′52″N 122°15′05″W / 38.01444°N 122.25139°W，而該地的平均海拔高度為29米（即95英尺）。